# 何塞·福尔加多
何塞·福尔加多·布兰科（西班牙語：José Folgado Blanco，1944年4月3日—2020年3月23日），西班牙经济学家，人民党政治人物。曾任特雷斯坎托斯市长，西班牙電網公司董事长等职务。

## 生平
1944年4月3日（一说4月4日）生于萨莫拉省莫拉莱斯德雷。1974年毕业于马德里自治大学，获经济学博士学位。西班牙民主转型时期活跃于西班牙企业组织联合会，曾任经济部门主任，参与了政府和工会的协议过程。
1996年5月，人民党在全国大选中胜出，阿斯纳尔上台执政。福尔加多被任命为西班牙经济与财政部预算和开支国务秘书。2000年4月至2002年7月，担任经济、能源和中小型企业国务秘书。2002年7月至2004年3月，担任能源事务国务秘书。他还是马德里自治大学公共财政专业的兼职教授。2004年4月至2008年1月，担任萨莫拉选区众议院议员，兼经济与金融委员会副主任。
2007年6月至2012年3月，担任马德里自治区特雷斯坎托斯市长。2008年，任西班牙電網公司董事会成员兼审计委员会委员。2012年3月至2018年7月，任西班牙電網公司董事会主席。
2020年3月23日，因感染2019冠状病毒病逝世。